# Royerssluis

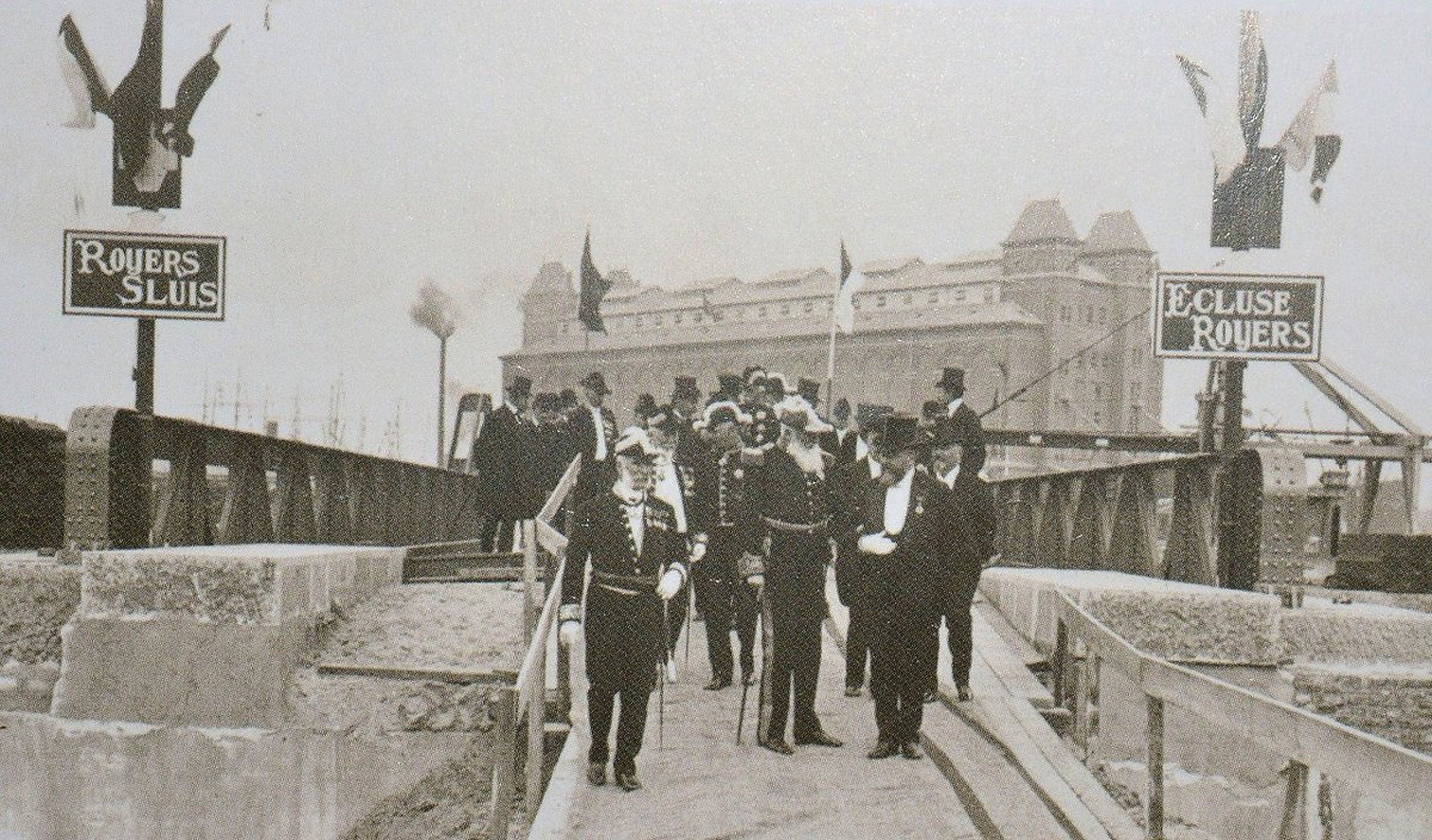
Inhuldiging van de Royerssluis in 1907 door Leopold II en Gustave Royers.

De Royerssluis is een sluis in de haven van Antwerpen uit 1907.

## Kenmerken
De sluis is 180 meter lang bij 22 meter breed. De TAW diepte is theoretisch 6,41 meter. De sluis ligt in noordoost-zuidwest as. De buitengeul is ongeveer 500 meter lang en is aan de noordkant met 12 hoge palen gebakend. Aan de zuidkant staat een lang loopstaketsel waarop het signaalhuisje staat.
Vroeger had iemand de signaalwacht en moest, bij het binnenkomen van de binnenschepen, de signalen geven, via in een mast getrokken seinvlag, rood of groen of de zwarte bollen, naargelang er aankomende zeeschepen kwamen. (Eén bol was per zeeschip)
Nu wordt alles gedaan met een lichtsignaalbaken, dat aan de Scheldeoever staat. In de geul staat nog eens een signaallicht.
Het VHF-werkkanaal van de Royerssluis zal 20 worden na heropening en het dokkanaal 62 (Sector Oosterweel). Voor inkomende kustvaartuigen, bestemd voor het Albertkanaal is het werkkanaal 6, maar ze dienen ook op kanaal 20 te staan om de binnenvaartcommunicatie mee te beluisteren en voor de communicatie met de sluisleiding. Op de Schelde voor de Royersluis is het communicatiekanaal 10 (ship-to-ship) tot aan boei 100, daar begint de monitoring van de VTS (Vessel Traffic Service) verkeerscentrale ‘Centrale Zandvliet’ op kanaal 12 en de coördinatie van het Havenbedrijf is kanaal 18. 
Kanaal 19 is beschikbaar voor inlichtingen haven-Schelde (roepnaam is ‘SID’ (Schelde InlichtingenDienst). 
De binnenschepen en jachten moeten zich melden met hun FD-nummer (Financiële Dienst-nummer). Met deze nummers komen de namen en gegevens van de schepen op de beurtlijst, voor hun schutting. De Royersbrug, met sluisdeur en een brug die openstaand een helling heeft van 15°, ligt aan de Scheldezijde en de Lefèbvrebrug/deur aan de dokzijde.

## Geschiedenis
De sluis was vroeger een zeesluis, maar voor maximum tot 140 meter scheepslengte. Een zeeschip van die lengte kwam er maar alleen in, aansluitend met binnenvaart. Nu dient de sluis uitsluitend voor binnenvaart en enkel voor kustvaart, van en naar het Albertkanaal, en in de zomerperiode voor aankomende en vertrekkende jachten en de Tall Ships' Races. De sluis is genoemd naar de Antwerpse stadsingenieur Gustave Royers (1848-1923), hoofd van de Dienst der Stadswerken. Het toenmalige genoemde Lefèbvredok werd verkleind voor deze sluis en de westelijk uitloper herleid tot de zogenaamde "Kreek" Royerssluis.
Op 6 september 1889 vloog een voorlopig atelier van Joseph Corvilain, waar scherpe metalen patronen werden geledigd, in de lucht. Het was gelegen in de omgeving van de huidige Royerssluis, namelijk aan de noordzijde van deze sluis, die 18 jaar later zou klaar zijn. De ramp van Corvilain was het grootste ongeluk dat de haven in vredestijd heeft getroffen: er waren 84 doden en een groot aantal gekwetsten. De schade was enorm. De eerste oostelijk gelegen woonwijken van het polderdorp Oosterweel waren zwaar getroffen. Met de bouw van deze toenmalige zeesluis werden alle buskruit- en ander ontplofbare materialenopslagplaatsen verplaatst, ver buiten de woonwijken en de toenmalige havensectoren.
De Royerssluis is al meermaals gerenoveerd en hersteld. In 1946 verzakte en stortte de kademuur aan de zuidkant in, tot meer dan 20 meter vanaf de boordkant. Vooreerst stonden aan de binnengeul, aan beide zijden, twee grote ronde torens. De lege zeeschepen scheerden soms met sterke wind langs deze torens. Toen een geladen vertrekkende kustvaarder zo hard tegen de zuidelijke sluistoren botste, dat de toren verschoof en uit zijn voegen ontzet was, besloot men de twee torens te slopen. In het voorjaar van 2001 werden ze beide afgebroken door een drilboor-kraantje dat boven op de torens werd gezet. Zo werden de twee torens afgebroken, alleen de uitgebeitelde stenen inscriptie "Royerssluis 1907" bleef bewaard en staat nu aan de zuidkant, op de plaats van een van de verdwenen torens. Daarop werd ook een signaallicht gezet voor de vertrekkende scheepvaart.
In mei 2006 werden de sluisdeuren hersteld. De sluisdeurrails onder water werden ook vernieuwd en de oude Royersbrug kreeg een nieuwe verflaag en wegdek in september 2006. Regelmatig worden de trekkettingen van de sluisdeuren gesmeerd en onderhouden. De Royerssluis is de méést draaiende sluis van alle sluizen in Antwerpen. Gemiddelden van 24 tot 27 schuttingen en meer, per 24 uren, zijn geen uitzondering.

## Gebruik van de sluis
De kustvaart van en naar het Albertkanaal heeft geen voorrang op de binnenvaart, zoals bij de grotere sluizen, waar de zeevaart wel voorrang krijgt. Ook pleziervaart maakt in de zomermaanden veelvuldig gebruik van de sluis. Zij gaat meestal naar de jachthaven in het Willemdok of richting het Albertkanaal of via het Kanaaldok naar de Kreekraksluizen in Nederland. Ook het Kempisch Dok wordt door jachten aangedaan, daar dit de thuishaven is van enkele Antwerpse jachtclubs. De Antwerpse Jachthaven Willemdok bevindt zich op de rechteroever. Op Linkeroever is de oudste jachthaven van Antwerpen. Deze jachthaven is alleen maar toegankelijk, twee uur vóór en twee uur na hoog water. Verder blijven de sasdeuren dicht.
In november 2006 is het Kempisch Dok in gebruik genomen voor jachten. In de nabije toekomst wordt het Lobroekdok via een nieuw kanaal door de IJzerlaan verbonden met het Asiadok, terwijl de huidige doorgang naar het Albertkanaal verdwijnt om plaats te maken voor de Oosterweelverbinding. Het Lobroekdok wordt dan niet meer bevaarbaar en zal bijgevolg geen trafiek meer genereren voor de Royerssluis. Tijdens de Tall Ships' Races wordt de Royerssluis alléén voor hen en de jachten gereserveerd.

## Te hoge waterstand
Tijdens de herfst- en winterperiodes, met veel neerslag, hevige noordwestenwind en met volle maan, kan het rivierpeil hoger komen te staan dan normaal. Bij een waterstand vanaf 5,80 meter wordt de Royerssluis buiten dienst gesteld en kan er niet meer geschut worden. De VTS wordt dan verwittigd van de stremming, zodat het wordt doorgemeld via de VHF-kanaal 62 (dokzijde) en kanaal 12 (rivier), dat de Royerssluis buiten dienst is wegens hoog water.
De reden daarvan is: dat door het opkomende getij de machinekamer van de Royersbrug en -deur, die lager ligt dan het wegdek, zou kunnen onder water komen te staan. De binnenverlaten staan dan wel open voor het overtollige water. De "gevangen" binnenvaart in de sluis moet dan een paar uren, of minder, wachten, totdat het rivierpeil gezakt is naar 5,80 meter, eer ze terug, naar binnen of buiten, geschut kunnen worden.
Normaal komt het Scheldepeil dan tot ongeveer 6 tot 6,40 meter. Met het getijdenboek en met behulp van de efemeriden kan men zien hoe laat het hoog water wordt. Als het getij nog een uur of meer gaat stijgen en al boven de 6 meter staat, moet men maatregelen nemen om de waterkeringsmuren te zetten. Aan de Royersbrug/-deur worden op de uiteinden van het wegdek van de buitendeurbrug, balken en palen gezet tegen het opkomende water. Aan de Scheldekaaien in Antwerpen worden de waterkeringsdeuren gesloten en moet elke auto en voetganger weg zijn van de kaden. Het gebeurt dan wel dat er enkele wagens nog onder de afdaken geparkeerd staan. Die staan dan wel half in het water, want bij 7 meter en meer, staat het Scheldewater boven de kademuren.

## Renovatie
In 2021 gaven de Vlaamse Overheid en de Haven van Antwerpen de opdracht voor de renovatie van de sluis. Deze investering van 288 miljoen euro laat toe om de huidige sluis te slopen en te vervangen door een nieuwe aanzienlijk langere en bredere sluis van 230 meter lang en 36 meter breed. Hierdoor kan men gebruik maken van vierbaksduwvaart (een boot die vier platformen met extra vracht voortduwt), hetgeen samen met het verhogen van de doorvaarthoogte van het Albertkanaal naar van 9,10 m (geschikt voor vier lagen containers) de modal shift naar binnenvaart kan toenemen.  Het niveau van de sluisdeuren en sluishoofden wordt opgetrokken in het kader van het Sigma-plan om Antwerpen in de toekomst te beschermen tegen overstromingen van de Schelde. Door het aanleggen van nieuwe bredere wegen in het sluisgebied, twee extra grote basculebruggen voor auto- en fietsverkeer,  de twee enorme sluisdeuren met wegdek tracht men ook de verkeersveiligheid te verhogen. De werken gingen van start in oktober 2021 en zouden eind 2028 afgerond moeten zijn.
Berendrechtsluis · Bonapartesluis · Boudewijnsluis · Kieldrechtsluis · Kallosluis · Kattendijksluis ·  Royerssluis · Van Cauwelaertsluis · Zandvlietsluis · Zuidersluis